# Atletica leggera alla XV Universiade
Le gare di atletica leggera alla XV Universiade si sono svolte al Wedaustadion di Duisburg, nell'allora Germania Ovest, dal 22 al 30 agosto 1989.

## Risultati

### Uomini
| Specialità | Oro                                                                | Prestazione | Argento                                                                     | Prestazione | Bronzo                                                                     | Prestazione |
| 100 metri | Andre Cason                                                        | 10"29       | Olapade Adeniken                                                            | 10"35       | Joel Isasi                                                                 | 10"41       |
| 200 metri | Robson Caetano                                                     | 20"33w      | Félix Stevens                                                               | 20"58w      | Kevin Braunskill                                                           | 20"62w      |
| 400 metri | Roberto Hernández                                                  | 45"42       | Sérgio Menezes                                                              | 45"66       | Oliver Bridges                                                             | 45"66       |
| 800 metri | Ari Suhonen                                                        | 1'47"13     | Ikem Billy                                                                  | 1'47"29     | Simon Doyle                                                                | 1'47"48     |
| 1 500 metri | Kip Cheruiyot                                                      | 3'40"38     | Peter Rono                                                                  | 3'40"79     | Bob Dielis                                                                 | 3'40"93     |
| 5 000 metri | Stefano Mei                                                        | 13'39"04    | Charles Cheruiyot                                                           | 13'39"42    | Antonio Serrano                                                            | 13'39"50    |
| 10 000 metri | Julius Kariuki                                                     | 28'35"46    | Zeki Öztürk                                                                 | 28'39"56    | Antonio Serrano                                                            | 28'43"97    |
| Maratona | Tibor Baier                                                        | 2'14'33     | Ruslam Shagiyev                                                             | 2'14'59     | Kennedy Manyisa                                                            | 2'15'23     |
| 110 metri ostacoli | Roger Kingdom                                                      | 13"26       | Emilio Valle                                                                | 13"52       | Florian Schwarthoff                                                        | 13"63       |
| 400 metri ostacoli | Reggie Davis                                                       | 49"74       | Vladimir Budko                                                              | 50"30       | Kevin Henderson                                                            | 50"57       |
| 3 000 metri siepi | Patrick Sang                                                       | 8'32"78     | Engelbert Franz                                                             | 8'33"25     | Thierry Brusseau                                                           | 8'35"78     |
| 4×100 metri | Stati Uniti Slip Watkins Tony Dees Andre Cason Michael Marsh       | 38"58       | Unione Sovietica Andrey Razin Dmitriy Vanyaykin Andrey Fedoriv Igor Groshev | 39"35       | Francia Pierre Boutry Francis Darlis Laurent Leconte Jean-Charles Trouabal | 39"67       |
| 4×400 metri | Giamaica Patrick O'Connor Devon Morris Howard Davis Howard Burnett | 3'02"58     | Stati Uniti Stanley Kerr George Porter Michael Johnson Raymond Pierre       | 3'02"75     | Germania Ovest Ulrich Schlepütz Markus Henrich Carsten Köhrbrück Edgar Itt | 3'03"69     |
| Marcia 20 km | Walter Arena                                                       | 1'23'25     | Miguel Ángel Prieto                                                         | 1'23'39     | Andrew Jachno                                                              | 1'23'48     |
| Salto in alto | Javier Sotomayor                                                   | 2,34 m      | Hollis Conway                                                               | 2,31 m      | Rudol'f Povarnicyn                                                         | 2,31 m      |
| Salto con l'asta | Bernhard Zintl                                                     | 5,65 m      | Dean Starkey                                                                | 5,60 m      | Javier García                                                              | 5,40 m      |
| Salto in lungo | Jaime Jefferson                                                    | 7,98 m      | Vladimir Ratushkov                                                          | 7,96 m      | Llewellyn Starks                                                           | 7,91 m      |
| Salto triplo | Igor Lapshin                                                       | 17,40 m     | Tord Henriksson                                                             | 16,94 m     | Oleg Sakirkin                                                              | 16,93 m     |
| Getto del peso | Lars Arvid Nilsen                                                  | 20,67 m     | Mike Stulce                                                                 | 20,58 m     | Kalman Konya                                                               | 20,37 m     |
| Lancio del disco | Kamy Keshmiri                                                      | 65,40 m     | Erik de Bruin                                                               | 64,40 m     | Roberto Moya                                                               | 63,78 m     |
| Lancio del martello | Igor Astapkovich                                                   | 80,56 m     | Heinz Weis                                                                  | 79,58 m     | Ken Flax                                                                   | 75,86 m     |
| Lancio del giavellotto | Steve Backley                                                      | 85,60 m     | Pascal Lefevre                                                              | 82,56 m     | Marko Hyytiäinen                                                           | 81,52 m     |
| Decathlon | Dave Johnson                                                       | 8216 p.     | Mikhail Medved                                                              | 8062 p.     | Dezsõ Szabó                                                                | 8031 p.     |
| record mondiale; record mondiale stagionale; record africano; record asiatico; record europeo; record nord-centroamericano e caraibico; record sudamericano; record oceaniano; record delle Universiadi; record nazionale; record personale; record personale stagionale. |                                                                    |             |                                                                             |             |                                                                            |             |

### Donne
| Specialità | Oro                                                                           | Prestazione | Argento                                                                                    | Prestazione | Bronzo                                                                                         | Prestazione |
| 100 metri | Liliana Allen                                                                 | 11"37       | Anita Howard                                                                               | 11"47       | Natalya Voronova                                                                               | 11"48       |
| 200 metri | Galina Malchugina                                                             | 22"70       | Liliana Allen                                                                              | 23"00       | Esther Jones                                                                                   | 23"02       |
| 400 metri | Ana Fidelia Quirot                                                            | 50"73       | Jearl Miles                                                                                | 52"41       | Lyudmila Dzhigalova                                                                            | 52"69       |
| 800 metri | Ana Fidelia Quirot                                                            | 1'58"88     | Ellen van Langen                                                                           | 1'59"82     | Inna Yevseyeva                                                                                 | 2'01"03     |
| 1 500 metri | Paula Ivan                                                                    | 4'13"58     | Suzy Favor                                                                                 | 4'14"92     | Lyudmila Rogachova                                                                             | 4'15"11     |
| 3 000 metri | Paula Ivan                                                                    | 8'44"09     | Viorica Ghican                                                                             | 8'46"27     | Regina Chistyakova                                                                             | 8'55"73     |
| 10 000 metri | Viorica Ghican                                                                | 31'46"43    | Masami Ishizaka                                                                            | 32'16"24    | Lizanne Bussières                                                                              | 32'28"38    |
| Maratona | Irina Bogachova                                                               | 2'35'09     | Akemi Takayama                                                                             | 2'39'58     | Kim Yen-Ku                                                                                     | 2'40'52     |
| 100 metri ostacoli | Monique Ewanjé-Épée                                                           | 12"65 ,     | Lidiya Okolo-Kulak                                                                         | 12"73       | Claudia Zaczkiewicz                                                                            | 12"78       |
| 400 metri ostacoli | Margarita Khromova                                                            | 57"03       | Rosey Edeh                                                                                 | 57"06       | Irmgard Trojer                                                                                 | 57"94       |
| 4×100 metri | Stati Uniti Michelle Burrell Anita Howard LaMonda Miller Esther Jones         | 42"40       | Unione Sovietica Nadezhda Roshchupkina Galina Malchugina Tatyana Papilina Natalya Voronova | 43"25       | Germania Ovest Claudia Zaczkiewicz Ulrike Sarvari Karin Janke Silke-Beate Knoll                | 43"85       |
| 4×400 metri | Stati Uniti Celena Mondie-Milner Natasha Kaiser-Brown Jearl Miles Terri Dendy | 3'26"48     | Germania Ovest Linda Kisabaka Karin Janke Gabriela Lesch Helga Arendt                      | 3'27"02     | Unione Sovietica Yelena Vinogradova Margarita Ponomaryova Yelena Golesheva Lyudmila Dzhigalova | 3'28"60     |
| Marcia 5 km | Ileana Salvador                                                               | 20'44       | Vera Makolova                                                                              | 20'52       | Sari Essayah                                                                                   | 21'34       |
| Salto in alto | Alina Astafei                                                                 | 1,91 m      | Silvia Costa                                                                               | 1,91 m      | Jin Ling                                                                                       | 1,88 m      |
| Salto in lungo | Yolanda Chen                                                                  | 6,72 m      | Marieta Ilcu                                                                               | 6,71 m      | Katja Trostel                                                                                  | 6,49 m      |
| Getto del peso | Huang Zhihong                                                                 | 20,56 m     | Belsis Laza                                                                                | 19,32 m     | Zhou Tianhua                                                                                   | 18,71 m     |
| Lancio del disco | Hou Xuemei                                                                    | 65,32 m     | Gabriele Reinsch                                                                           | 65,20 m     | Maritza Martén                                                                                 | 64,70 m     |
| Lancio del giavellotto | Silke Renk                                                                    | 66,09 m     | Brigitte Graune                                                                            | 62,13 m     | Päivi Alafrantti                                                                               | 61,75 m     |
| Eptathlon | Larisa Nikitina                                                               | 6847 p.     | Sabine Braun                                                                               | 6575 p.     | Jane Flemming                                                                                  | 6286 p.     |
| record mondiale; record mondiale stagionale; record africano; record asiatico; record europeo; record nord-centroamericano e caraibico; record sudamericano; record oceaniano; record delle Universiadi; record nazionale; record personale; record personale stagionale. |                                                                               |             |                                                                                            |             |                                                                                                |             |

## Medagliere
| #      | Nazione          | Oro | Argento | Bronzo | Totale |
| ------ | ---------------- | --- | ------- | ------ | ------ |
| 1      | Stati Uniti      | 8   | 7       | 6      | 21     |
| 2      | Unione Sovietica | 7   | 8       | 8      | 23     |
| 3      | Cuba             | 6   | 5       | 3      | 14     |
| 4      | Romania          | 4   | 2       | 0      | 6      |
| 5      | Kenya            | 3   | 2       | 1      | 6      |
| 6      | Italia           | 3   | 0       | 1      | 4      |
| 7      | Cina             | 2   | 0       | 2      | 4      |
| 8      | Germania Ovest   | 1   | 5       | 5      | 11     |
| 9      | Francia          | 1   | 1       | 2      | 4      |
| 10     | Germania Est     | 1   | 1       | 1      | 3      |
| 11     | Brasile          | 1   | 1       | 0      | 2      |
| 11     | Regno Unito      | 1   | 1       | 0      | 2      |
| 13     | Finlandia        | 1   | 0       | 3      | 4      |
| 14     | Ungheria         | 1   | 0       | 1      | 2      |
| 15     | Giamaica         | 1   | 0       | 0      | 1      |
| 15     | Norvegia         | 1   | 0       | 0      | 1      |
| 17     | Paesi Bassi      | 0   | 2       | 1      | 3      |
| 18     | Giappone         | 0   | 2       | 0      | 2      |
| 19     | Spagna           | 0   | 1       | 3      | 4      |
| 20     | Canada           | 0   | 1       | 1      | 2      |
| 21     | Nigeria          | 0   | 1       | 0      | 1      |
| 21     | Svezia           | 0   | 1       | 0      | 1      |
| 21     | Turchia          | 0   | 1       | 0      | 1      |
| 24     | Australia        | 0   | 0       | 3      | 3      |
| 25     | Corea del Sud    | 0   | 0       | 1      | 1      |
| Totale | Totale           | 42  | 42      | 42     | 126    |